# Alpi Orobie Orientali
Le Alpi Orobie Orientali (dette anche Catena Telének-Coca-Poris) sono la parte orientale delle Alpi Orobie (nelle Alpi e Prealpi Bergamasche). Si trovano in Lombardia (Provincia di Bergamo, Provincia di Sondrio e, in parte minore, Provincia di Brescia).

## Classificazione
Secondo la SOIUSA le Alpi Orobie Orientali sono un supergruppo alpino con la seguente classificazione:
- Grande parte = Alpi Orientali
- Grande settore = Alpi Sud-orientali
- Sezione = Alpi e Prealpi Bergamasche
- Sottosezione = Alpi Orobie
- Supergruppo = Alpi Orobie Orientali
- Codice = II/C-29.I-A

## Delimitazioni
Ruotando in senso orario i limiti geografici sono: Passo dell'Aprica, Valle di Corteno, Val Camonica, Val di Paisco, Passo del Vivione, Val di Scalve, Val Nembo, Passo della Manina, Val Seriana, Valcanale, Passo della Marogella, Val Secca, Val Brembana, Passo di Venina, Valle Venina, Valtellina, Passo dell'Aprica.

## Suddivisione
Secondo la SOIUSA sono suddivise in tre gruppi e cinque sottogruppi:
- Gruppo del Telenek (1)
- Gruppo di Coca (2)
  - Sottogruppo del Bardellino (2.a)
  - Sottogruppo Scais-Redorta (2.b)
  - Sottogruppo del Pizzo del Diavolo (2.c)
- Gruppo del Poris (3)
  - Sottogruppo Poris-Cabianca (3.a)
  - Sottogruppo del Pradella (3.b)

## Montagne

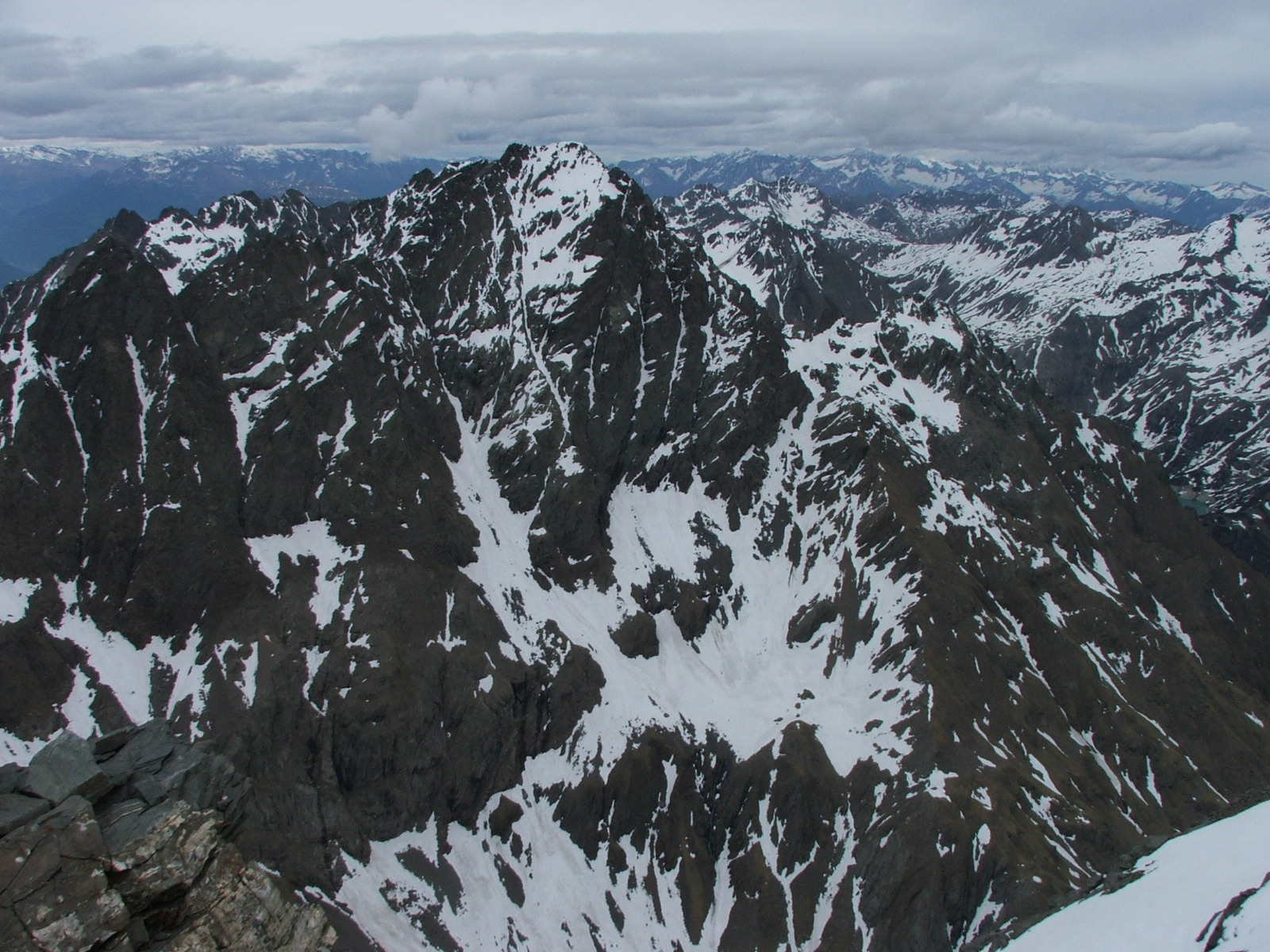
Il Pizzo Coca.

Le montagne principali delle Alpi Orobie Orientali sono:
- Pizzo Coca - 3.052 m
- Pizzo Redorta - 3.038 m
- Pizzo di Scais - 3.038 m
- Pizzo Porola - 2.981 m
- Pizzo del Diavolo della Malgina - 2.924 m
- Dente di Coca - 2.924 m
- Pizzo del Diavolo di Tenda - 2.914 m
- Monte Torena - 2.911 m
- Pizzo Recastello - 2.886 m
- Monte Gleno - 2.882 m
- Monte Trobio - 2.865 m
- Monte Costone - 2.836 m
- Pizzo Strinato - 2.836 m
- Pizzo di Rodes - 2.831 m
- Pizzo dei Tre Confini - 2.824 m
- Pizzo del Diavolino - 2.810 m
- Cime di Caronella - 2.796 m
- Monte Telenek - 2.753 m
- Monte Sellero - 2.743 m
- Monte Borga - 2.733 m
- Monte Aga -2.720 m
- Pizzo Poris - 2.712 m
- Monte Torsoleto - 2.708 m
- Monte Grabiasca - 2.705 m
- Pizzo Tornello - 2.687 m
- Monte Colombaro - 2.686 m
- Monte Castèl di Pìcol - 2.680 m
- Monte Lòrio - 2.678 m
- Monte Palone del Torsolàzzo - 2.670 m
- Monte Nèmbra - 2.655 m
- Piz Svòlt - 2.642 m
- Monte Pradella - 2.626 m
- Monte Cülvègla - 2.618 m
- Monte Torsolàzzo - 2.609 m
- Monte Fréra - 2.606 m
- Monte Cabianca - 2.601 m
- Monte Zinglo Bernù - 2.594 m
- Monte Venerocolo - 2.590 m
- Monte Demignóne - 2.586 m
- Monte Sèssa - 2.585 m
- Monte Palone del Sopresà - 2.583 m
- Dòsso Pasò - 2.575 m
- Cima Cadìn - 2.556 m
- Monte Palone di Bondéna o Concòrdia - 2.530 m
- Pizzo del Becco - 2.507 m
- Monte Madonnino - 2.502 m